# Schorlingborsteler Beeke
Die Schorlingborsteler Beeke ist ein etwa 5,5 km langer Bach im niedersächsischen Landkreis Diepholz. Der rechte Nebenfluss der Nienstedter Beeke gehört zum Flusssystem der Weser und fließt ausschließlich auf dem Gebiet der Stadt Bassum.
Die Schorlingborsteler Beeke hat ihre Quelle südlich von Albringhausen, sie fließt in nördlicher Richtung durch Albringhausen und Schorlingborstel und mündet in Eschenhausen in die Nienstedter Beeke.